# Канделаки, Давид Владимирович
Давид Владимирович Кандела́ки (1895, с. Кулаши Кутаисского уезда и губернии — 1938, Москва) — советский дипломат. Незаконно репрессирован, после смерти И. В. Сталина посмертно реабилитирован.

## Биография

### Карьера
Член партии эсеров с 1912 года, с 1918 года — член РКП(б).
Нарком просвещения Грузии в 1921—1930 годах. С 1930 заместитель наркома в Наркомате внешней торговли СССР. Торговый представитель СССР в Швеции (01.06.1930 — 12.12.1934) и Германии (1935—1937). Был лично знаком со Сталиным с дореволюционного времени.

### Арест и гибель
Арестован 11 сентября 1937 года в Москве. 20 июля 1938 года приговорён к расстрелу по обвинению в участии в террористической организации («Москва-Центр»). Расстрелян 29 июля 1938 года на полигоне «Коммунарка». После смерти Сталина реабилитирован (26 мая 1956 года).

## «Миссия Канделаки»
Отдельное внимание привлекли переговоры об оживлении советско-германского экономического сотрудничества, проводившиеся Канделаки по поручению Сталина во время работы торгпредом в Германии в 1935—1937 годах. Канделаки вышел на президента Рейхсбанка Шахта, который предложил ему по вопросам улучшения советско-германских отношений обращаться через дипломатические каналы (в МИД). Эти переговоры исследователи иногда называют «миссией Канделаки».

В конце 1935 года Шахт сказал Канделаки, что Берлин готов предоставить десятилетний финансовый кредит на 500 миллионов рейхсмарок — для использования при советских закупках в Германии. Тот ряд условий, что прилагался к этому предложению, был Советским Союзом принят, и в декабре 1935 года Канделаки вручил германскому министру экономики впечатляющий список товаров, которые его правительство желало бы закупить. Среди объектов этого перечня были военные корабли и особенно подводные лодки. Кроме того, русские пожелали создание условий для теснейшего научного и экономического обмена с концернами И. Г. Фарбен и Карл Цейсс— Г.Хильгер, А. Мейер «Россия и Германия. Союзники или враги?», Центрполиграф, 2008 - 415 с.
Тем не менее, сделка не состоялась из-за утечки информации, допущенной Молотовым 18 января 1936 года в публичном выступлении перед ЦИК. Молотов намекнул на предложение Шахта и таким образом разгласил дело. В свою очередь Шахт прервал все дальнейшие переговоры с Канделаки и заявил, что Молотов взял дело в свои руки .
Отмечают, что поручение инициировать улучшение советско-германских политических отношений было дано Сталиным торгпреду, а не тогдашнему советскому полпреду в Германии Я. З. Сурицу. Привлечение особого внимания к «миссии» Канделаки произошло с подачи советского разведчика-перебежчика Вальтера Кривицкого, который в своей вышедшей накануне Второй мировой войны книге «Я был агентом Сталина» представил её как попытку Сталина сговориться с Гитлером, которую последний отклонил. Кривицкий писал: «Сталин направил в Берлин в качестве торгпреда своего личного эмиссара Давида Канделаки с тем, чтобы он, минуя обычные дипломатические каналы, любой ценой вошел в сделку с Гитлером». Основательное исследование «миссии Канделаки» провёл историк Лев Безыменский. Безыменский отмечал: «Ни на кого из первых лиц рейха Канделаки так и не вышел… Ни о каких секретных договоренностях говорить нельзя, фактически Канделаки вел обычный зондаж… Дальше зондажа дело не зашло».

## Семья
Был женат, дочь Тамара.

## Награды
Награждён орденом Ленина (1935).